# Hôpital Geral de Santo António

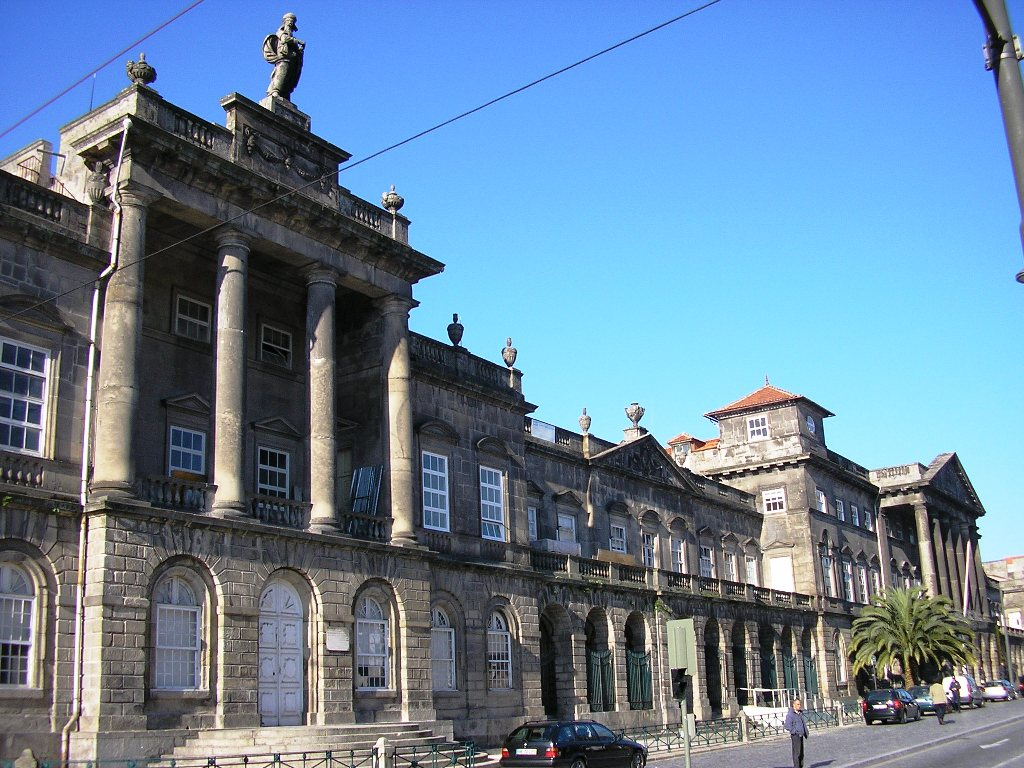
Façade principale de l'hôpital de Santo António

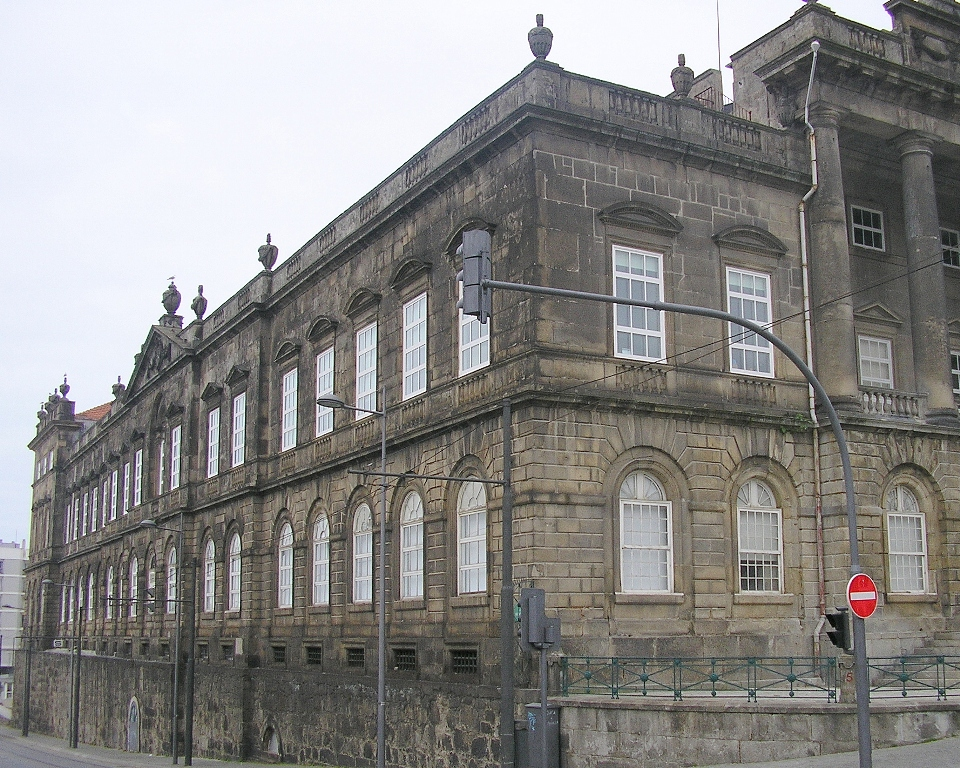
Façade sud

L'hôpital Geral de Santo António est un hôpital de la ville portugaise de Porto.
L'hôpital Santo António fait partie de la région hospitalière du nord du Portugal (Região de Saúde do Norte) du système national de santé Serviço Nacional de Saúde. C'est un hôpital de formation de l'Instituto de Ciências Biomédicas Abel Salazar, la faculté biomédicale de l'Université de Porto.

## Historique
Il a été construit à partir de 1779 pour remplacer l'ancien hôpital de D. Lopo dans la Rua das Flores. La façade principale s'étend sur une longueur de 177 mètres.
Il est classé Monumento Nacional depuis 1910.